# John Ernest Randall
John Ernest Randall (Los Angeles, 22 maggio 1924 – Kaneohe, 26 aprile 2020) è stato un ittiologo statunitense, uno dei principali studiosi dei pesci corallini.
Randall ha descritto più di 800 specie ed è stato autore di 11 libri e oltre 900 articoli scientifici e non. La sua carriera si è svolta in gran parte alle Hawaii. Si è spento a Kaneohe (Hawaii) il 26 aprile 2020 a 95 anni.

## Carriera
John Ernest Randall è nato a Los Angeles nel maggio 1924, da John e Mildred McKibben. Il suo interesse per i pesci marini è iniziato negli anni del liceo dopo aver visitato alcune pozze di marea sulla costa californiana e, dopo aver prestato servizio nel Corpo medico dell'esercito americano durante gli anni della seconda guerra mondiale successivi allo sbarco in Normandia ha conseguito nel 1950 il Bachelor of Arts all'Università della California a Los Angeles. Nel 1955 ha conseguito il dottorato di ricerca in ittiologia all'Università delle Hawaii.
Dopo aver trascorso due anni come ricercatore associato al Museo Bernice Pauhai Bishop a Honolulu, si è trasferito a Miami lavorando per breve tempo al laboratorio di biologia marina dell'Università di Miami. Dal 1961 al 1965 ha lavorato come professore di zoologia e, dal 1962 al 1965 è stato direttore dell'Istituto di biologia marina dell'Università di Porto Rico. Dal 1965 al 1966 ha ricoperto l'incarico di direttore alla Pacific Foundation of Marine Research's Oceanic Institute di Punta Makapuu alle Hawaii. Dal 1966 al 1984 ha lavorato come ittiologo di nuovo al Museo Bernice Pauhai Bishop diventando presidente del dipartimento di zoologia del museo nel 1975 e guadagnando il titolo di ittiologo senior nel 1984. Allo stesso tempo, ha prestato servizio come biologo marino presso l'Istituto di biologia marina dell'Università delle Hawaii.
Nel 2005 è stato insignito del primo Bleeker Award in ittiologia sistematica alla settima Indo-Pacific Fish Conference a Taipei.

## Opere
- A Contribution to the Biology of the Acanthuridae (Surgeon Fishes) (1955, numero 10 delle tesi di dottorato in filosofia, Università delle Hawaii (Honolulu))
- Let a Sleeping Shark Lie, 1961
- Three New Butterflyfishes (chaetodontidae) from Southeast Oceania, 1975
- (con Henri Lavondès) Les noms de poissons marquisiens, 1978
- (con Roger Lubbock) Three New Labrid Fishes of the Genus Cirrhilabrus from the Southwestern Pacific (Volume 25, numero 2, Occasional papers of the Bernice Pauahi Bishop Museum of Polynesian Ethnology and Natural History, Bishop Museum Press, 1982)
- Caribbean Reef Fishes, 1983
- Pomacanthus rhomboides (Gilchrist and Thompson), the Valid Name for the South African Angelfish Previously Known as Pomacanthus striatus (J.L.B. Smith Institute of Ichthyology, 1988, ISBN 9780868101729)
- Coastal Fishes of Oman (1995; ISBN 0824818083)
- Shore Fishes of Hawaii (1996; ISBN 9780939560219)
- Annoted Checklist of the Inshore Fishes of the Ogasawara Islands (in Volume 11 of National Science Museum monographs, National Science Museum, 1997)
- (con Phillip C. Heemstra) Review of the Indo-Pacific Fish Genus Odontanthias (Serranidae: Anthiinae), with Descriptions of Two New Species and a Related New Genus Volume 38, Indo-Pacific fishes, Bishop Museum, 2006
- (con Jeffrey W. Johnson) Revision of the soleid fish genus Pardachirus, in Indo-Pacific fishes, Bishop Museum, 2007
- (con William N Eschmeyer) Revision of the Indo-Pacific Scorpionfish Genus Scorpaenopsis: With Descriptions of Eight New Species in Indo-Pacific fishes
- Revision of the Goatfish Genus Parupeneus (Perciformes: Mullidae) with Descriptions of Two New Species in Indo-Pacific fishes
- (con Phillip C. Heemstra) Review of the Indo-Pacific Fishes of the Genus Odontanthias (Serranidae: Anthiinae), with Descriptions of Two New Species and a Related New Genus in Indo-Pacific fishes
- (con Margaret M. Smith) A review of the Labrid fishes of the Genus Halichoeres of the Western Indian Ocean, with descriptions of six new species in Ichthyological Bulletin of the J.L.B. Smith Institute of Ichthyology; No. 45. J.L.B. Smith Institute of Ichthyology, Rhodes University. (1982; ISBN 0868100714)
- (con David W. Greenfield) A preliminary review of the Indo-Pacific Gobiid fishes of the genus Gnatholepis in Ichthyological Bulletin of the J.L.B. Smith Institute of Ichthyology; No. 69. J.L.B. Smith Institute of Ichthyology, Rhodes University. (2001; ISSN 0073-4381 (WC · ACNP))